# Почесна застібка на орденську стрічку для Сухопутних військ
Почесна застібка на орденську стрічку для Сухопутних військ Вермахту (нім. Ehrenblattspange des Heeres) — німецька військова нагорода, застібка до орденської стрічки, що існувала за часів Третього Рейху для нагородження військовослужбовців Сухопутних військ та Ваффен-СС за виявлену на полі бою мужність та хоробрість, якщо героїчні дії не підходили під критерії для нагородження Лицарським або Німецьким хрестами. Була запроваджена Гітлером 30 січня 1944 року.

## Критерії нагородження
Почесна застібка на орденську стрічку для військовослужбовців армії була заснована після вторгнення німецьких військ до Радянського Союзу в 1941 році. Проте, аж до січня 1944 нагорода не мала металевого знаку й реєструвалася лише на папері, як сертифікат. 30 січня 1944 особисто Гітлер запропонував металеву застібку-нагороду.
Для нагородження Почесною застібкою на орденську стрічку існував ряд критеріїв:
- військовослужбовець мав бути нагородженим Залізним Хрестом 1-го та 2-го класу;
- якщо героїчні дії перевищують звичайне виконання службового обов'язку, але не можуть бути кваліфіковані для нагородження Лицарським Хрестом Залізного хреста або Золотим Німецьким Хрестом;
- згадування у спеціальному листі подяки Верховного Головнокомандувача Сухопутних військ Вермахту також було підставою для нагородження;
- згадування військовослужбовця за його подвиг у Вермахтберіхт.

Остання офіційна церемонія нагородження була проведена 15 лютого 1945 року. Неофіційні нагородження тривали ще в березні та квітні 1945 року.

## Опис нагороди та правила носіння
Почесна застібка на стрічці для сухопутних військ мала форму вінка з дубового листя в центрі якого розташована свастика. Виготовлялася з томпаку з нанесенням позолоти. Розміри застібки: ширина — 24,5 мм, висота — 26 мм. Застібка накладена на стрічку червоно-білого кольору з чорними краями шириною 24 см.
26 липня 1957 у Федеративній Республіці Німеччина був виданий закон про титули, медалі та відзнаки Третього Рейху, відповідно до якого носіння нагороди в Німеччині дозволено тільки без нацистської емблеми.

## Галерея
Почесні застібки на орденську стрічку

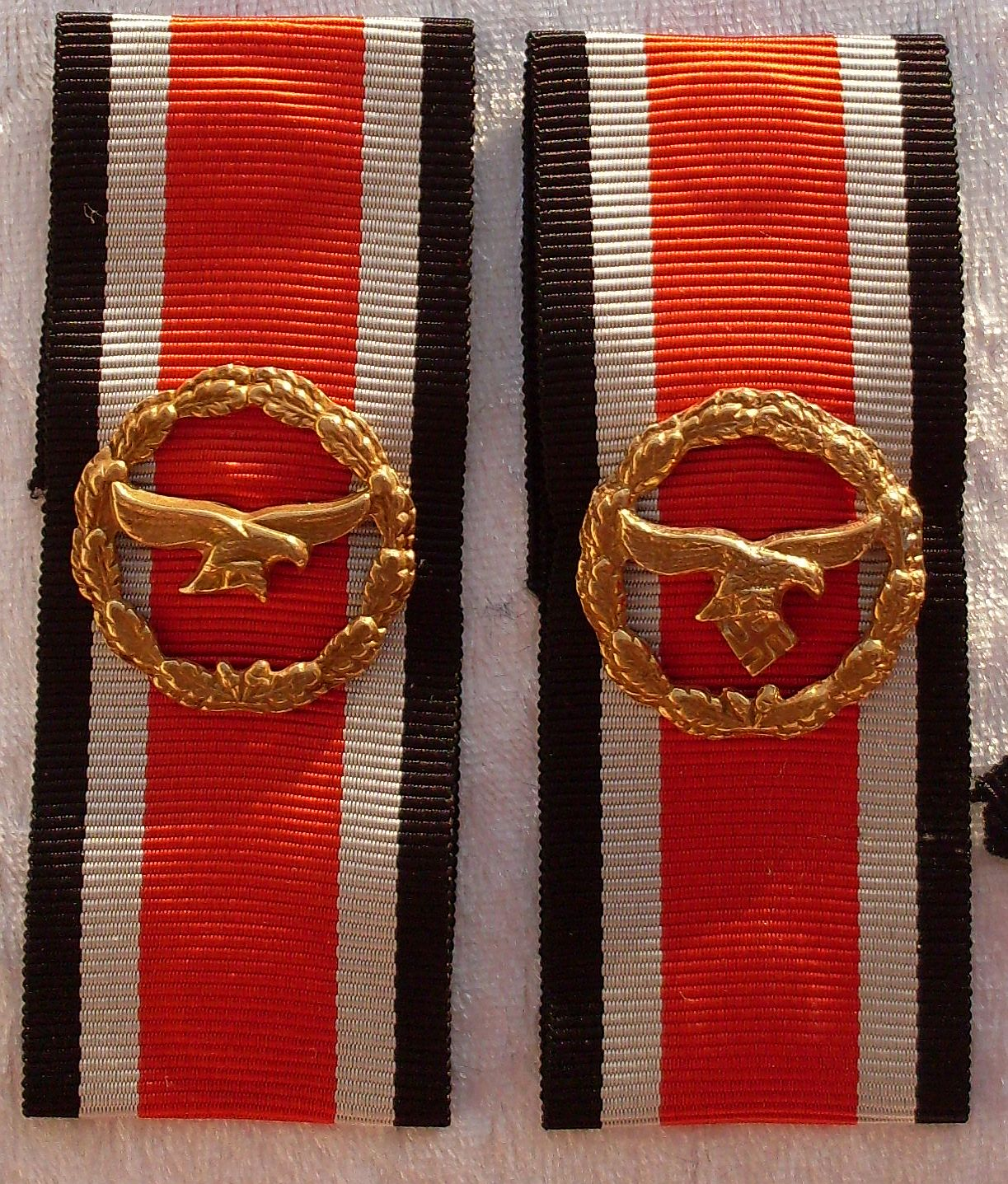
Почесна застібка на орденську стрічку для Люфтваффе
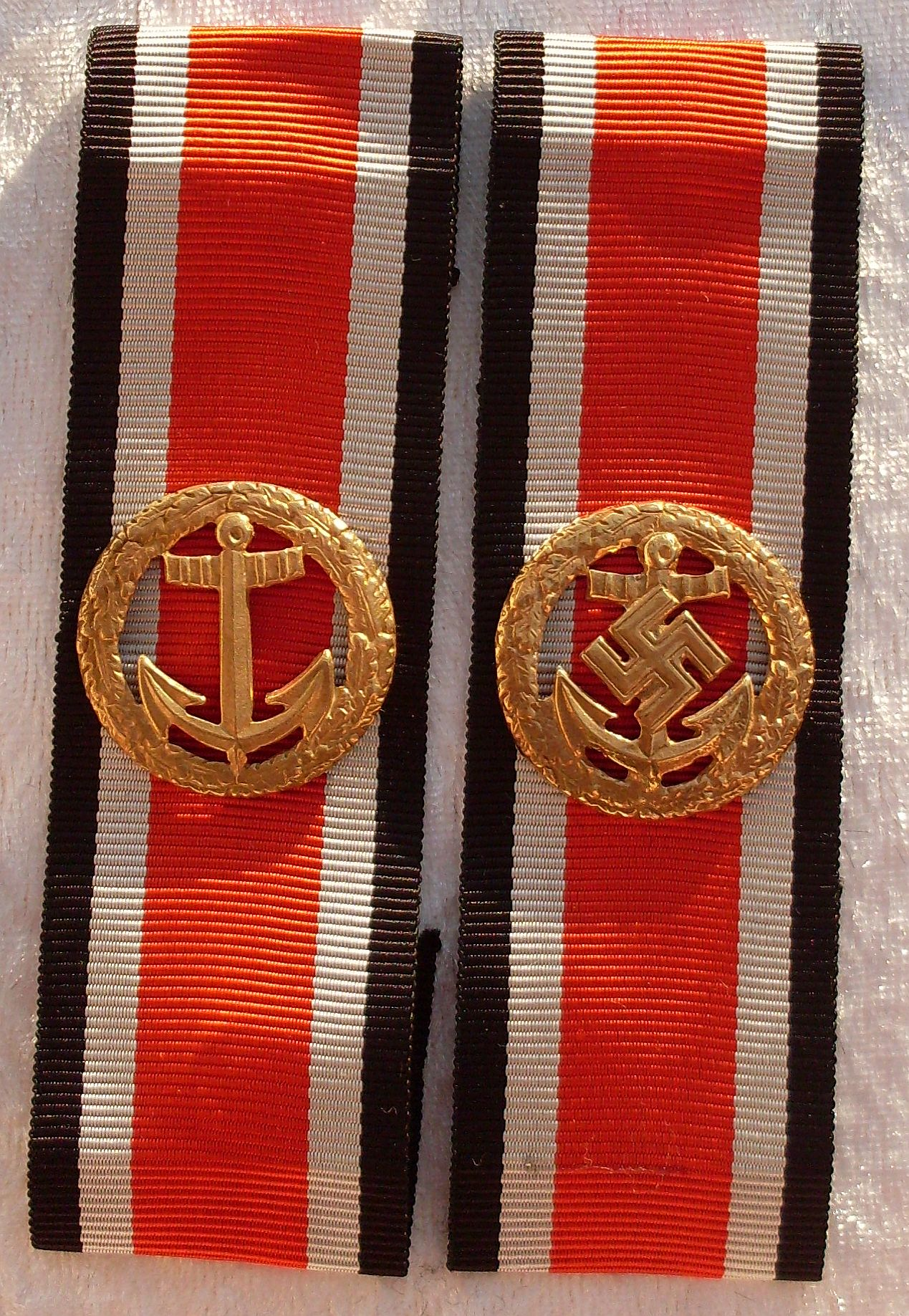
Почесна застібка на орденську стрічку для Кригсмарине